# Phycosoma
Phycosoma là một chi nhện trong họ Theridiidae.